# Amadeo Ortega
Amadeo Ortega (datas de nascimento e morte desconhecidas) foi um futebolista paraguaio. Ele competiu na Copa do Mundo FIFA de 1930, sediada no Uruguai, na qual a seleção de seu país terminou na nona colocação dentre os treze participantes.